# مكتبة الإسكندرية الجديدة
مكتبة الإسكندرية الجديدة  أو  الهيئة العامة لمكتبة الإسكندرية  هي إعادة إحياء لـمكتبة الإسكندرية القديمة أكبر مكتبات عصرها في مشروع ضخم قامت به مصر بالاشتراك مع الأمم المتحدة، حيث تم بناء المكتبة من جديد في موقع قريب من المكتبة القديمة بمنطقة الشاطبي بالمدينة. وتم افتتاح المكتبة الحديثة في 16 أكتوبر 2002 بحضور عالمي. وتتبع المكتبة رئيس الجمهورية.:مادة 1

## عن المكتبة ومحتواها

### الكتب
في المكتبة مجموعة كبيرة من الكتب تقدر بحوالي مليون ونصف كتاب  في بداية 2013 المختارة باللغات العربية والإنجليزية والفرنسية وكذلك مجموعة مختارة من كتب بلغات أوروبية أخرى مثل الألمانية والإيطالية والإسبانية ولغات أخرى نادرة مثل الكريبولية ولغة هايتي وزولو، وتتضمن المجموعة الحالية مصادر من المانحين من جميع أنحاء العالم في شتى الموضوعات.

### مركزا لأرشيف الأنترنت
يحتوي أرشيف الإنترنت على ما يلي:
- لقطة لشبكة المعلومات العالمية منذ عام 1996 حتى الآن (عن كل المواقع كل شهرين).
- أكثر من 10 بلايين صفحة – نصوص أكثر من تلك الموجودة في مكتبة الكونجرس.
- 1000 فيلم مؤرشف.
- 2000 ساعة من البث التلفزيوني المصري والأمريكي.
- 100 تيرابايت من المعلومات مخزنة على 200 جهاز كمبيوتر.
- إمكانية المسح الضوئي للكتب المحلية.

### جدارية المكتبة
فكرة الجدارية تعود للفنانة النرويجية «جورن سانز»، تم بناؤها من الجرانيت الرمادي اللون المنتقى من أفضل المحاجر في صعيد مصر وبالتحديد من أسوان. تضم الجدارية العديد من الرموز والنقوش والحروف الأبجدية من جميع أبجديات العالم على مر العصور التاريخية المختلفة والتي تقدر بحوالي 4,200 رمز من 120 لغة، تعبر عن رسالة المكتبة، باعتبار أن اللغة هي أساس الثقافة ولغة التحاور بين الثقافات. تبلغ مساحة الجدارية 6,000 م٢ من الجرانيت وقد تم تقطيع تلك الأحجار يدويًا مما منحها ملمسًا خشنًا طبيعيًا زاد من قوتها وصلابتها. كما أتاح الفرصة لنقش عدد كبير من الحروف التي تمت كتابتها إلكترونيًا بواسطة قاطعة إلكترونية من الماس، لتحديد الإطار الخارجي للرموز استعدادًا لنقشها يدويًا، وبعد عامين من العمل الشاق، تم نقش 6,000 لوح يزنون حوالي 2,400 طن. المكتبة مصممة على نحو يجعل أشعة الشمس تتخللها من السطح فقط، فقد نتج جدار خارجي مصمت بلا نوافذ، ليتمثل في شكل عمل فني متميز أصبح رمزًا لمكتبة الإسكندرية الجديدة.

## رابع أكبر مكتبة فرنكفونية في العالم
قدمت فرنسا في أكبر صفقة ثقافية في تاريخ المكتبات هدية تصل إلى نصف مليون كتاب باللغة الفرنسية في عدة موضوعات مختلفة (علوم- آداب- تاريخ- جغرافيا- انثربولوجيا) إلى مكتبة الإسكندرية. ونتيجة لهذه الهدية ستكون مكتبة الإسكندرية المكتبة الفرانكفونية الثانية في العالم بعد مكتبة نيويورك في ثراء مجموعاتها باللغة الفرنسية بعد المكتبة القومية الفرنسية ومكتبة جنيف ومكتبة ليون بفرنسا ومكتبة لافال في كندا. وتتفوق مكتبة الإسكندرية في مقتنياتها الفرنسية على جامعة مونتريال في كندا والتي تحتوى على 534 ألف كتاب ومكتبة الكونجرس التي تحتوى على 433 ألف كتاب ومكتبة هارفارد التي تحتوى على 509 ألف كتاب وجامعة اواتا بكندا، والتي تحتوى على 296 ألف كتاب والمكتبة القومية الكندية والتي تحتوى على 365 ألف كتاب والمكتبة الوطنية الفرنسية والتي تحتوى على 305 ألف كتاب.
وأيضا تكون مكتبة الإسكندرية بهذا الإهداء المكتبة الرئيسية الأساسية للكتاب الفرنسي للشرق الأوسط والقارة الأفريقية

### سبع مكتبات متخصصة

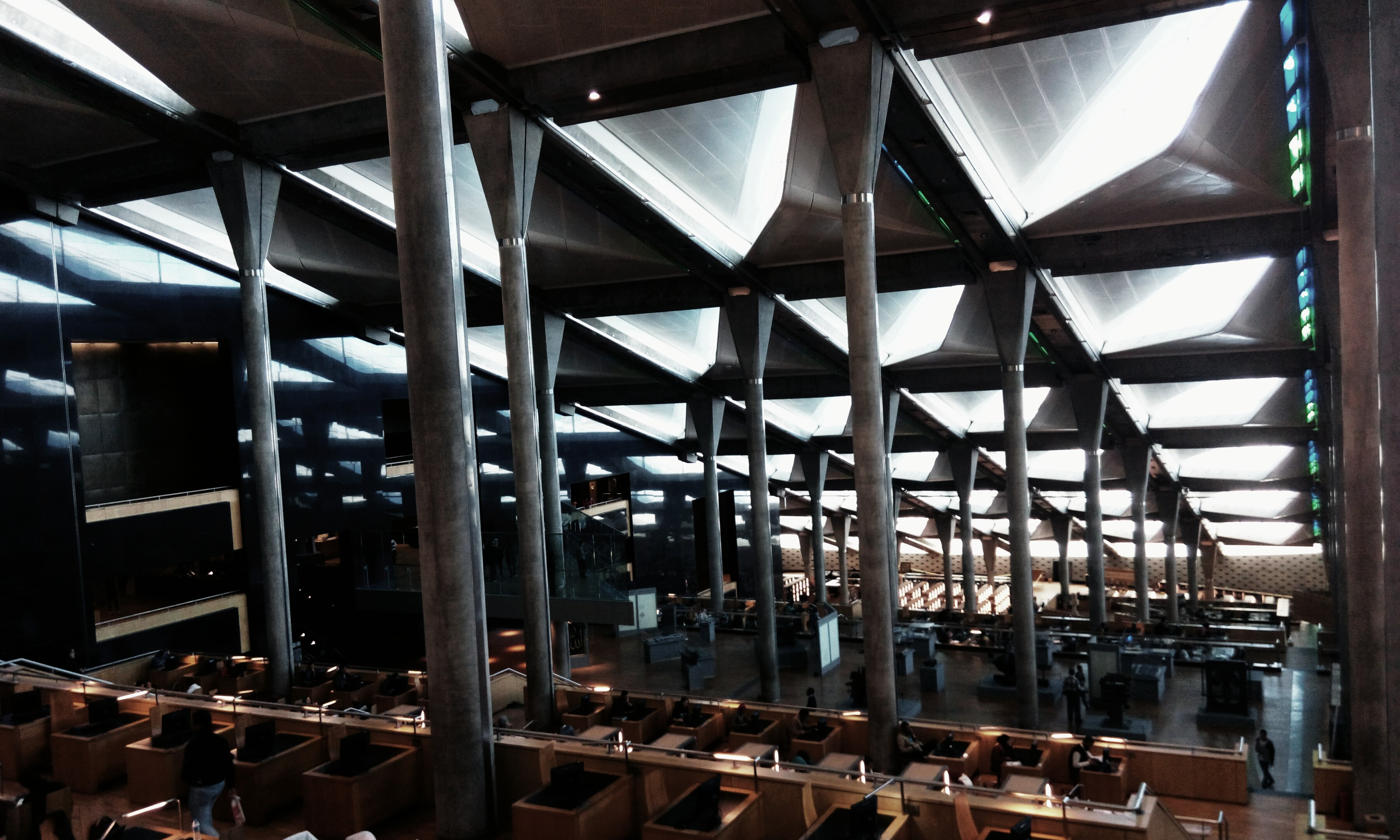
مَكتبة الإسكندرية من الداخل

- مكتبة المواد السمعية والبصرية: تشتمل مكتبة الوسائط المتعددة على أنواع مختلفة من الوسائل السمعية والبصرية. وتغطي المواد السمعية والبصرية موضوعات متنوعة: تعليمية، دينية، ثقافية، سياسية، تسجيلية، سينمائية، بالإضافة إلى وسائل ذاتية لتعليم اللغات المختلفة وبرامج الكمبيوتر وغيرها من وسائل التعليم الذاتي في شتى المجالات، هذا وبالإضافة إلى تسجيلات لجميع المؤتمرات والحفلات الموسيقية والفنية والمعارض التي تتم في مكتبة الإسكندرية.
- مكتبة المكفوفين (مكتبة طه حسين): تمثل مكتبة طه حسين مفهوما جديدا يفتح آفاق جديدة للمكفوفين وضعاف البصر، وتمكنهم من الدخول إلى مصادر مكتبة الإسكندرية وأيضا مصادر الإنترنت.

الأهداف الأساسية لهذه المكتبة هي النهوض بالتعاون القومي والدولي وتشجيع البحث والتطوير في هذا المجال، مما يمكن المكفوفين وضعاف البصر من الوصول للمعلومات، وبالتالي محاولة إدخالهم إلى عصر جديد من المعرفة وتكنولوجيا المعلومات. وتهدف المكتبة إلى خلق جيل جديد من المكفوفين وذوي الإعاقات البصرية بحيث يتمكنون من مواجهة العصر الإلكتروني الجديد ويصبح في استطاعتهم مجاراة تكنولوجيا المعلومات.

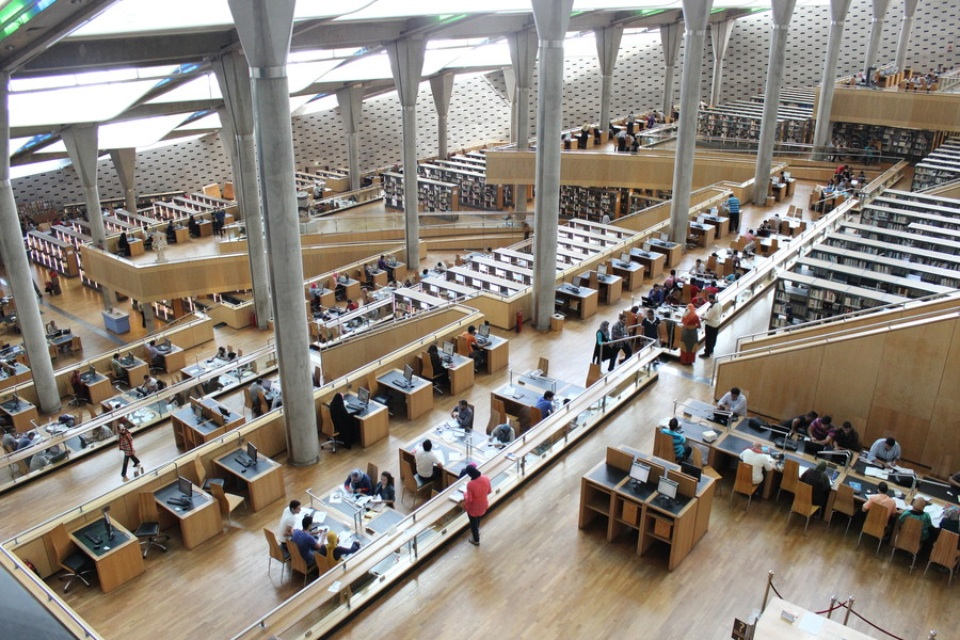
المكتبة من الداخل

- مكتبة الأطفال: وهي مكتبة مخصصة للأطفال الذين تتراوح أعمارهم بين 6-12 عاما، وتهدف إلى تشجيع الأطفال علي القراءة وسبل البحث كما ًتهدف أيضًا إلى إعداد الأطفال لاستخدام المكتبة الرئيسية في المستقبل بكل ما تحتويه من خدمات وإمكانيات.
- مكتبة النشء: وهي مكتبة متخصصة للشباب الذين تتراوح أعمارهم بين 12- 16 عاما، وتهدف إلى تأهيل النشء وتدريبه على القراءة والبحث حتى يصبح كل منهم قادرا على استخدام كل الخدمات والمرافق الموجودة بالمكتبة الرئيسية حين يبلغ سن 16 عاما.
- مكتبة المواد الميكروفيلمية: تتيح قاعة الإطلاع علي الميكروفيلم الفرصة للباحثين للإطلاع علي عدد من المخطوطات والوثائق المختلفة إلى جانب الصحف اليومية المصرية منذ تاريخ صدورها بالإضافة إلى مجموعة من الكتب الخاصة المتوفرة في صورة ميكروفيلم.
- الكتب النادرة والمجموعات الخاصة: تضم قاعة الاطلاع على الكتب النادرة مجموعة الكتب النادرة التي تمتلكها مكتبة الإسكندرية والتي تمت طباعتها قبل عام 1920 بالإضافة إلى عدد من كتب مهداة ونسخ من كتب نادرة وطبعات محدودة.

كما تضم قاعة الإطلاع على المخطوطات مجموعة من المخطوطات النادرة التي تمتلكها مكتبة الإسكندرية وهي مخطوطات ذات لغات مختلفة فمنها العربية والتركية والفارسية.
- مكتبة الخرائط: تضم المكتبة أكثر من سبعة آلاف خريطة تغطي جميع أنحاء العالم مع التركيز بشكل خاص على الإسكندرية، ومصر، والدول العربية، والدول المطلة على البحر الأبيض المتوسط. وتتضمن المكتبة أنواعًا مختلفة من الخرائط مثل تفريد المدن، وخرائط العالم، والخرائط الطبوغرافية، والخرائط الجيولوجية، والخرائط الكنتورية، وخرائط الطرق وخطوط المواصلات، والخرائط الموضوعية، وخرائط الملاحة البحرية والجوية، والصور الجوية والفضائية. كما تتضمن المكتبة أكثر من 500 أطلسًا وعددًا من الكرات الأرضية.

ومن أهم مقتنيات المكتبة نسخة طبق الأصل للخريطة المجمعة التي قام بنشرها المجمع العلمي العراقي 1951م، لخرائط كتاب «صورة الأرض» للشريف الإدريسي، والتي كان قد رسمها الإدريسي لملك سيسيليا روجر الثاني عام 1154م؛ وكذلك نسخة طبق الأصل لخريطة طبوغرافية مخطوطة للخليج العربي وبلاد ما بين النهرين تعود إلى القرن السابع عشر.

السطح الخارجي للمكتبة مصمم لدخول ضوء الشمس الطبيعى للداخل لتوفير تكاليف الاضاءة الصناعية قدر الإمكان

تقع مكتبة الخرائط بالمستوى الرابع السفلي (B4) بمبنى المكتبة الرئيسي.

## المتاحف
تضم مكتبة الإسكندرية أربعة متاحف وهي:
- متحف الآثار
- متحف المخطوطات والكتب النادرة
- متحف السادات
- متحف تاريخ العلوم

### متحف الآثار
ولدت فكرة استضافة متحف للآثار داخل مجمع مكتبة الإسكندرية الثقافي حين تم اكتشاف عدد من القطع الأثرية الرائعة التي تعود للعصر الهيلينستي والروماني والبيزنطي، وذلك ضمن أعمال الحفر التي تمت قبل إقامة المكتبة في موقعها هذا.
ومتحف الآثار هو أحد المتاحف القليلة في العالم التي تعرض قطعًا فنية تم اكتشافها في نفس مكان عرضها.
وقد تم افتتاح المتحف رسميًّا في 16 أكتوبر 2002. وقد اختيرت مقتنياته بعناية لتعكس تاريخ مصر الثري والمتعدد الثقافات والممتد عبر الثقافات الفرعونية واليونانية/ الرومانية، والقبطية والإسلامية، مع التركيز على الإسكندرية والمرحلة الهيلينستية. ويحتوي المتحف على 1133 قطعة معروضة أبرزها المجموعتين التاليتين:
- قطع فنية اكتشفت أثناء أعمال الحفر في موقع المكتبة (1993-1995)
- آثار رُفعت من قاع البحر المتوسط بالقرب من الميناء الشرقي وفي منطقة خليج أبو قير.

وقد أنشئ المتحف في عام 2001 بهدف تعزيز البحث والابتكار من خلال البرامج والأنشطة المختلفة. فهو يعمل على تعريف زائريه بالفترات المختلفة من تاريخ مصر، وعلى توعية الشباب والنشء ثقافيًّا عن طريق تقديم مجموعة مختلفة من البرامج التعليمية.
وقد صُمِّم المتحف بأسلوب عصري باستخدام أحدث تقنيات التصميم الداخلي مثل أنظمة الإضاءة البصرية الحديثة التي تناسب المعارض، وأنظمة مكافحة الحريق والسرقة. وأضيفت اللغة الفرنسية مؤخرًا إلى بطاقات الشرح بجميع الأقسام بالمتحف بجانب اللغتين العربية والإنجليزية لخدمة كافة زائري المتحف.
يعد الموقع الإلكتروني لمتحف الآثار والذي يضم قاعدة بيانات مسجل عليها ما يقرب من ألف قطعة أثرية هو الأول من نوعه على مستوى مصر من حيث عرضه لأغلب مقتنياته للجمهور على شبكة الإنترنت باللغات العربية والإنجليزية والفرنسية. حيث يستطيع المستخدم من خلال الموقع الدخول على أيٍّ من أقسام المتحف وقراءة مقدمة تاريخية وفنية عن العصر الذي تنتمي إليه القطع المعروضة بتلك الأقسام، يلي ذلك عرض تفصيلي وسلس لأهم القطع الأثرية المعروضة بالقسم. كما يمكن لزائري الموقع القيام بجولة تخيلية داخل قاعات المتحف.

### متحفالمخطوطاتوالكتب النادرة
يضم متحف المخطوطات والكتب النادرة ما يقرب من مائة وعشرين مخطوطةً وكتابًا نادرًا بعدة لغات منها العربية واللاتينية. وتزين حوائط المتحف، فوق مخطوطات القرآن وعلومه، قطعتان من كسوة الكعبة الشريفة. ومن جهة أخرى يستطيع زائر المتحف أن يطلع على بعض الإصدارات الإلكترونية لمركز المخطوطات التي تعتمد على أحدث التقنيات الرقمية، وذلك من خلال أجهزة كمبيوتر مزودة بشاشات تعمل باللمس؛ مما يتيح الاطلاع التفصيلي على المخطوطة، مع تقليب الصفحات وتكبير الجزء المراد النظر إلى تفاصيله، وكذلك الاستماع إلى التعليق والشرح المصاحب.

#### قسم الأوعية النادرة
المراد بالأوعية النادرة نفائس المقتنيات المحفوظة بمكتبة الإسكندرية وهي: المخطوطات الأصلية، والكتب النادرة، والخرائط، والعملات القديمة، والمقتنيات الشخصية للمشاهير، والإهداءات النفيسة المقدَّمة للمكتبة، والوثائق، وغير ذلك من أوعية المعلومات النادرة. ويتكون القسم من عدة وحدات ومجموعات عمل؛ هي: وحدة المقتنيات النادرة التي تضم عددًا من العملات التذكاريَّة والخرائط والمقتنيات الشخصيَّة والطوابع والوثائق المهمة، ووحدة المخطوطات التي تضم المخطوطات الأصلية، وعلى رأسها: مجموعة بلدية الإسكندرية، بالإضافة إلى المصادر التراثية المطبوعة التي يحتاج إليها الدارسون في شتى مجالات العمل التراثي. أما وحدة الكتب النادرة والمجموعات الخاصة فهي تضم مجموعة من أندر الكتب، وأيضًا المكتبات (الكاملة) المهداة من كبار الشخصيات. كما تضم قاعة اطلاع مخصصة للكتب النادرة والمجموعات الخاصة (بمستوى B2).

#### قسم الميكروفيلم
ترجع أهمية هذا القسم إلى أن الأوعية الميكروفيلمية وبطاقات الميكروفيش من أهم الوسائل التي تُستخدم في حفظ المخطوطات والمطبوعات النادرة والوثائق المهمَّة التي يُخشى ضياعها أو تلفها مع كثرة التداول ومرور الزمن، بالإضافة إلى سهولة الاطلاع عليها وتداولها دون المساس بأصولها.
وقد تم إثراء محتوى القسم بمجموعات نادرة من المخطوطات والوثائق (قرابة خمسين ألف مخطوطة، وخمسين ألف وثيقة) من أهمها: المجموعة الكاملة لمخطوطات دير الإسكوريال بإسبانيا، ومخطوطات جامعة توبنجين بألمانيا، ونسخة كاملة للمخطوطات العربيَّة والفارسيَّة والتركيَّة المحفوظة بلندن (المكتبة البريطانية). وهذه المجموعة هي الأكبر من نوعها في العواصم الأوروبيَّة. كما يحتوي رصيد القسم على مجموعةٍ ميكروفيلميَّة كاملة للجرائد الوطنية والعربيَّة، منذ صدورها إلى وقتنا.

#### قسم العرض المتحفي
ويتكون هذا القسم من قاعة العرض المتحفي التي تقع بمستوى B1 في قلب مكتبة الإسكندرية، وتُعرض بها نفائس المخطوطات، والكتب النادرة، وغيرها من مقتنيات المكتبة النادرة. ويمكن لزائر القاعة الاطلاع على الإصدارات الإلكترونيَّة لمركز المخطوطات، التي تعتمد على أحدث التقنيات الرقمية.

### متحف السادات
متحف السادات يعد الأول من نوعه عن الرئيس الراحل محمد أنور السادات في مدينة الإسكندرية، وهو يأتي في إطار توثيق المكتبة لتاريخ مصر الحديث والمعاصر؛ حيث تم تخصيص جناح كامل له بجوار القبة السماوية يقع على مساحة 260 مترًا.
وسيشاهد الزائر قبل دخول المتحف عرض «بانوراما التراث» (Culturama) عن الرئيس السادات. كما تمت الاستعانة بلقطات فيديو أهداها للمكتبة التليفزيون المصري مجموعها 12 ساعة تضم عددا من الخطابات وتقارير المراسلين الأجانب وفيلم السادات «أكشن بيوجرافي»، مع استعراض لكافة الوثائق الخاصة بعملية السلام المصرية الإسرائيلية وحرب أكتوبر، بالإضافة لمجموعة من التسجيلات التي لم تذع من قبل سواء في مصر أو الدول الأجنبية.
ويضم المتحف عددًا من الأوسمة والنياشين التي حصل عليها الرئيس الراحل خلال مراحل حياته المختلفة؛ سواء داخل مصر أو إهداء من دول أخرى، وذلك بالإضافة إلى عدد من الأطباق الذهبية والفضية والبرونزية والنحاسية المهداة له وللسيدة جيهان السادات.
كما يضم المتحف عددًا من الميداليات؛ بالإضافة إلى مجموعة من البدل المدنية والعسكرية، والبدلة العسكرية التي كان يرتديها الرئيس الراحل يوم العرض العسكري في 6 أكتوبر 1981 مغطاة بدمائه.
وسيجد الزائر كذلك جهاز الراديو الخاص بالسادات، ومكتبه ومكتبته الشخصية، وعدد من أندر الكتب التي أهديت إليه، وعدد من «بورتريهاته»، إلى جانب العصي الشخصية الخاصة به، ومجموعة من السيوف العربية، والدروع التذكارية، و«البايب» الخاص به، والعباءة التي كان يرتديها خلال زيارته إلى مسقط رأسه بقرية ميت أبو الكوم في شمال مصر.
كما أهدت السيدة جيهان السادات المتحف صندوقاً يضم ثلاثة مسارج إسلامية ومسيحية ويهودية كانت أهديت للرئيس الراحل خلال زيارته إلى القدس، وتضم المقتنيات المهداة أيضاً تسجيل القرآن الكريم بصوت الرئيس السادات، وأوراقاً شخصية تتضمن قصة قصيرة كتبها بخط يده وأملى جزءاً منها على زوجته، إلى جانب مجموعة نادرة من التسجيلات المرئية.

### متحفتاريخ العلوم
يُلقي متحف تاريخ العلوم الضوء على الجانب التاريخي للعلوم في مصر من خلال ثلاث حقب تاريخية مهمة هي: مصر الفرعونية، والإسكندرية الهلينستية، والحضارة العربية الإسلامية في العصور الوسطى؛ حيث يحتفي المتحف بالعلماء الذين أثروا بأعمالهم العلم والمعرفة. ويسعى المتحف إلى إحياء الاكتشافات العلمية والإنجازات العظيمة لقدامى العلماء وكذلك المترجمين الذين أتاحوا لهذه الأعمال أن تتخطى حواجز الزمان والمكان.
ومتحف تاريخ العلوم ليس بمتحف تقليدي، فهو يقدم عدة أنشطة تستهدف الجمهور العام، وخاصًة طلبة المدارس، بالإضافة إلى تنظيمه لعدة جولات متحفية تقليدية.

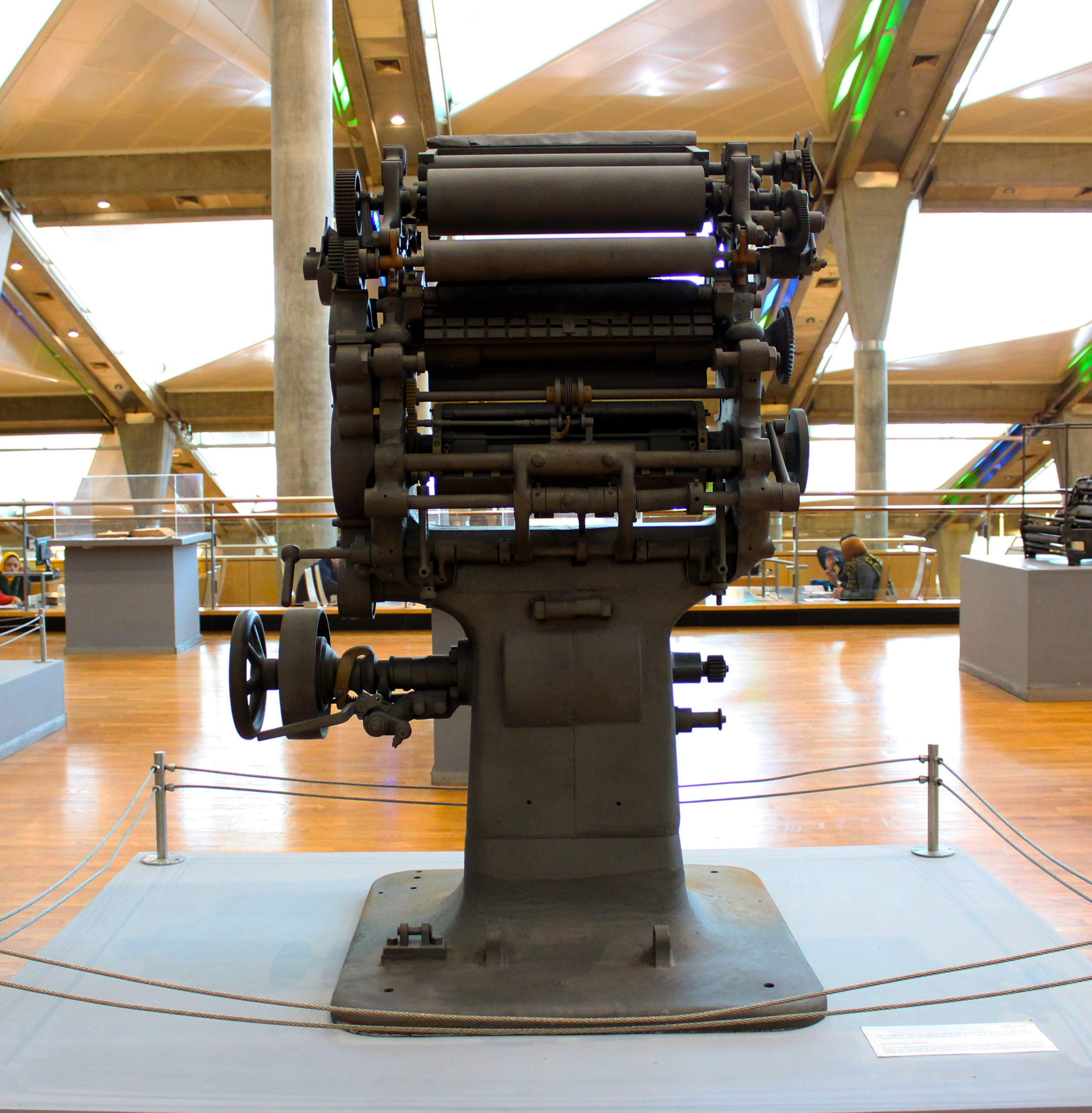
ماكينة طبع الظروف، وهي من الآلات التي تم استحداثها بمطبعة بولاق في عهد الخديوي إسماعيل. موجودة حالياً في مكتبة الإسكندرية

## القبة السماوية
يتكون مركز علوم القبة السماوية من القبة السماوية ومتحف تاريخ العلوم الذي يقع داخل الهرم ألمقلوب أسفل القبة السماوية. صمم المتحف كوفاء للعلماء الذين أسهمت أعمالهم في نشر المعرفة العلمية. ويتضمن المركز أيضا قاعة استكشاف تقع بجانب القبة السماوية حيث يمكن للزائرين التفاعل مع المعارض آلتي تعنى بشتى الموضوعات العلمية وعلى وجه الخصوص في الفيزياء والفلك.
ويهدف مركز علوم القبة السماوية إلى نشر الثقافة العلمية والمعارض وورش العمل المتوفرة للزوار بصرف النظر عن السن والخلفية العلمية، وهكذا يرتقى بمفهوم كون مراكز العلوم أدوات تعليمية.

### قاعة استكشافات ومعارض علمية للأطفال
قاعة الاستكشافات هي مركز تعليمي يحتوي على مجموعة من الأدوات العلمية بهدف إبراز دور التقنيات الحديثة في تطوير القدرات البشرية. ويتم ذلك بإجراء بعض التجارب العلمية التي يتم من خلالها تطبيق القوانين الأساسية لعلمي الفيزياء والفلك.
تركز قاعة الاستكشاف على مجالين أساسيين: علم الفلك والطبيعة مع إمكانية تقديم الكيمياء العضوية وطبيعة المادة.
الهدف الأساسي من وراء إنشاء قاعة للاستكشافات في مكتبة الإسكندرية هو وضع النواة الأساسية لجيل جديد من المستكشفين والمبتكرين القادرين علي مواجهة التحديات العلمية المعاصرة.

### تسعة معارض
تسعة معارض دائمة: (1) الإسكندرية عبر العصور (مجموعة محمد عوض)، (2) عالم شادي عبد السلام، (3) روائع الخط العربي، (4) تاريخ الطباعة، (5) كتاب الفنان، (6) الآلات الفلكية والعلمية عند العرب في القرون الوسطى، (7) محيي الدين حسين: مشوار إبداعي؛ (8) أعمال الفنان عبد السلام عيد، (9) مجموعة رعاية النمر وعبد الغني أبو العينين.

### مركز للمؤتمرات
يعتبر مركز المؤتمرات الملحق بمكتبة الإسكندرية من أحدث ما توصل إليه فن العمارة بالنسبة لقاعات الاجتماعات والمعارض.
إن إحدى الخصائص المميزة لمركز مؤتمرات مكتبة الإسكندرية هي كونها صممت في بادئ الأمر على أن تصبح مركزا للمؤتمرات الدولية. وتقديم الخدمات الشاملة والمتنوعة، فالمركز يعنى بمتطلبات المؤتمرات رفيعة الثقافة ويلائم الندوات والاجتماعات والدورات التعليمية.

### سبعة مراكز بحثية متخصصة
- المخطوطات
- مركز توثيق التراث الحضاري والطبيعي
- الخطوط والكتابة
- العلوم المعلوماتية
- دراسات الإسكندرية والبحر الأبيض المتوسط
- الفنون
- البحوث العلمية
- منتدى الحوار

## مستودع الأصول الرقمية
مستودع الأصول الرقمية (بالإنجليزية: Digital Assets Repository) هو نظام مستودع مؤسسي، لحفظ وإستعراض المحتوى الرقمي للمكتبة، مما يمكن مرتاديها من إستعراض محتوياته، كما يسمح أيضا بعرضها للزائرين من خلال نطاق فرعي لموقع المكتبة على الإنترنت.
طور هذا النظام بواسطة المعهد الدولي للدراسات المعلوماتية التابع للمكتبة، اعتمادا على معايير متطورة وتصميم مرن للبنية النظام، مما يسهل إمكانية الدمج والتضمين مع أنظمة أخرى، كما يوفر الأدوات الازمة لتيسير عملية تكوين وإدارة ومشاركة محتوياته، وكذلك التعامل مجموعة مختلفة من الوسائط والموارد الرقمية
يوفر النظام لزائري موقع المستودع على الإنترنت إمكانية إستعراض الكتب المرقمنة بطريقتين: الأولى تصفح محتوى كل صفحات الكتب التي سقطت حقوق ملكيتها الفكرية، أي أصبحت ملكية عامة؛ الثانية هي تسمح للزائرين بتصفح (5%) من محتوى أي كتاب -بحد أقصى عشر صفحات- للكتب ذات حقوق ملكية فكرية سارية، وفي هذه الحالة يمكن الاضطلاع عليها كاملة بزيارة المكتبة نفسها. يمكن الموقع زائريه أيضا من إستعراض هذه الكتب الرقمية بطرق عرض مختلفة، مع توفير أدوات أخرى مثل: البحث، كتابة ملاحظات، تقييم الكتب والتعليق عليها، بالإضافة لوصلات لمشاركة هذه الكتب على الشبكات الاجتماعية، أو تكوين رف افتراضي لكتب الزائر المفضلة وذلك بعد إتمام تسجيل دخوله للموقع.
يستطيع الزائرون التعامل مع المحتوى عن طريق واجهة مستخدم تمكنهم من تصفح الموقع بثلاث لغات هي: العربية والإنجليزية والفرنسية، علما بأنه يوفر لزائريه أكثر من مائه ألف (100,000) كتاب مرقمن باللغة العربية على الإنترنت.

## انتقادات
وبرغم الانتقادات التي وجهت للمشروع في بدايته، إلا أن المنتقدين سرعان ما راجعوا أنفسهم بعدما أثبت لهم ان المشروع أصبح ذو جدوى كبيرة على مصر وبالاخص الإسكندرية
تعرضت المكتبة لحريق محدود في مارس 2003م

## مديرو المكتبة
- أحمد عبد الله زايد (أغسطس 2022 - حتى الآن).
- مصطفى الفقي (مايو 2017 - أغسطس 2022).[18]
- إسماعيل سراج الدين (أكتوبر 2002 - مايو 2017).[18]

## معرض صور

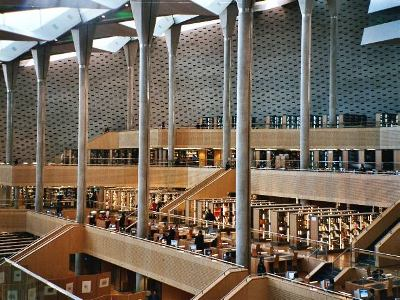
الصالة الكبري في مكتبة الأسكندرية
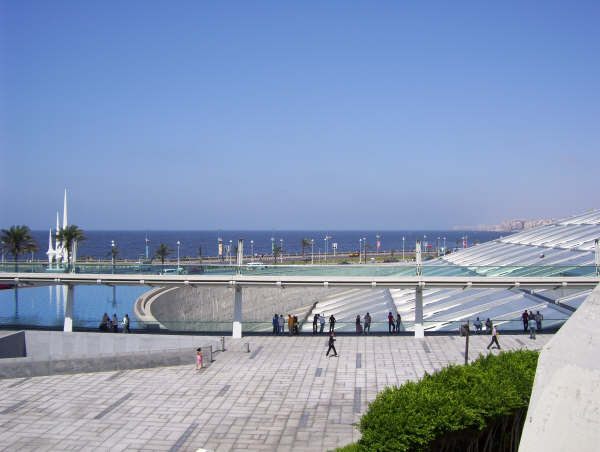
مكتبة الأسكندرية ويبدو نصب السلسلة
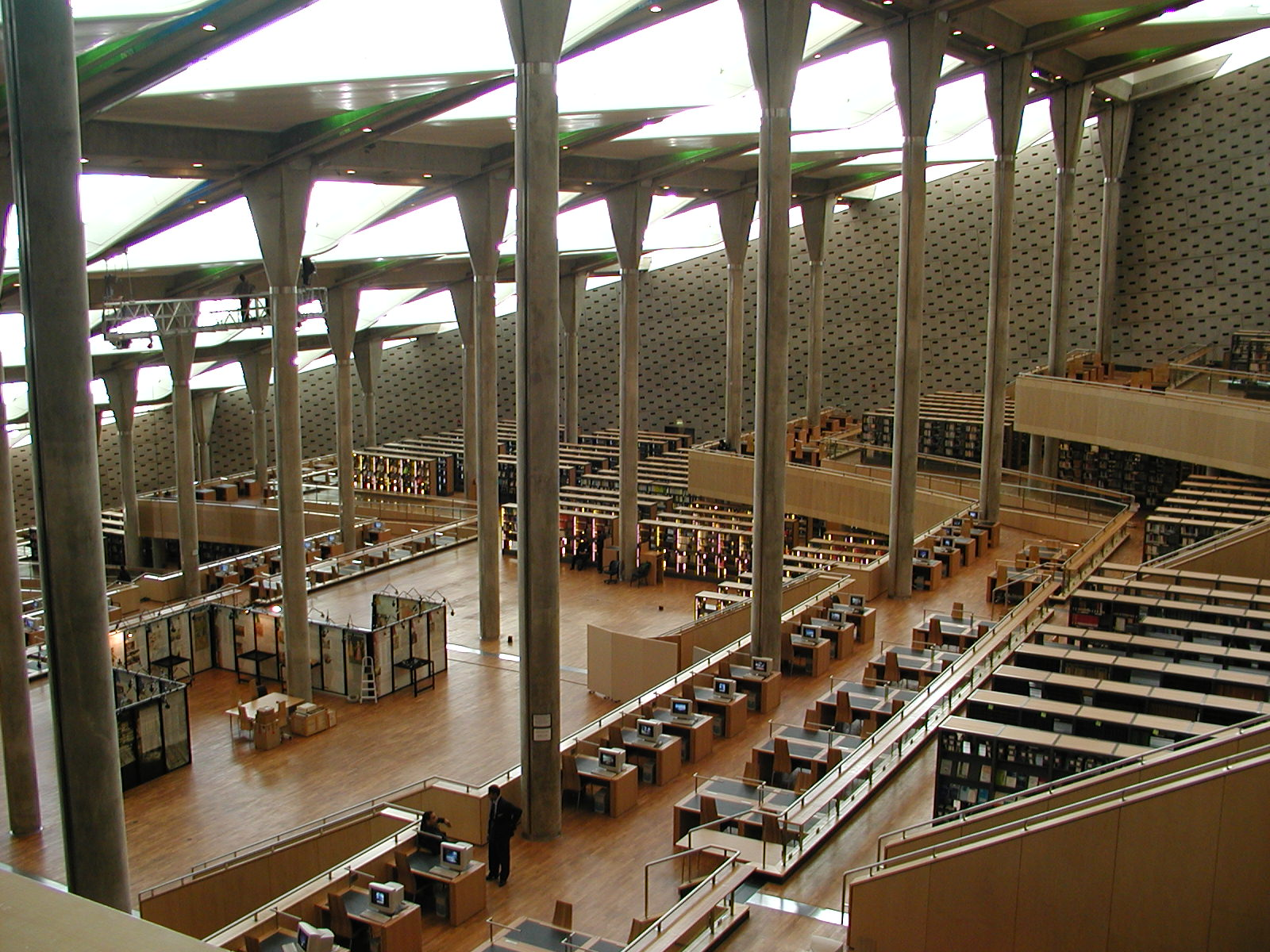
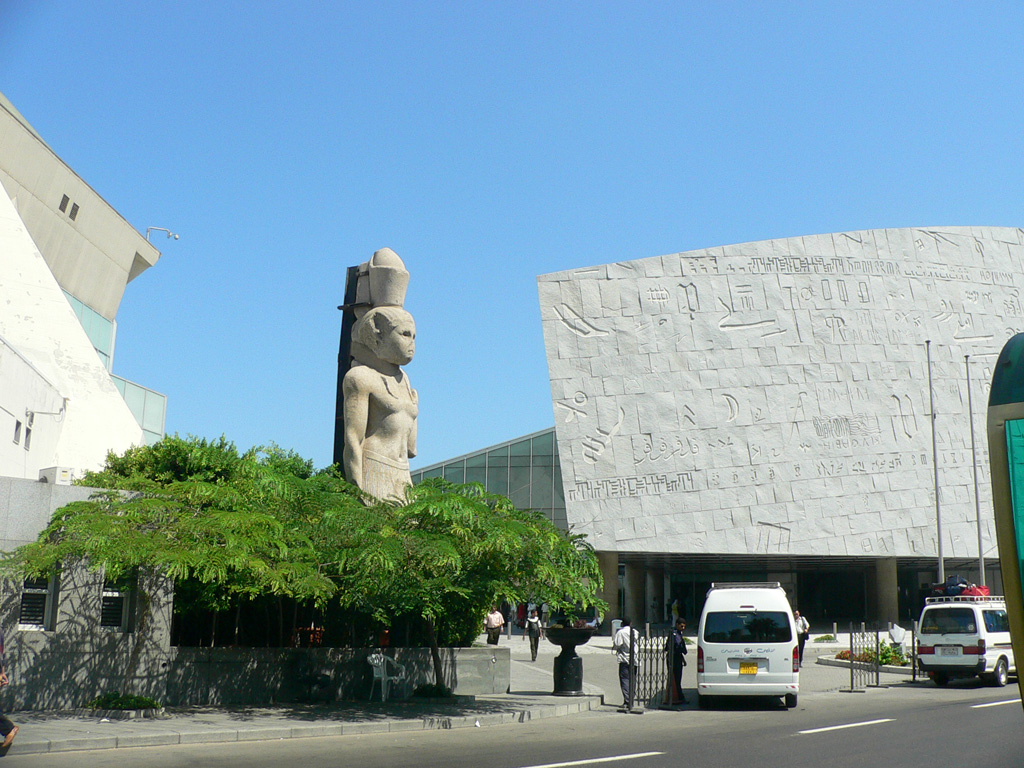
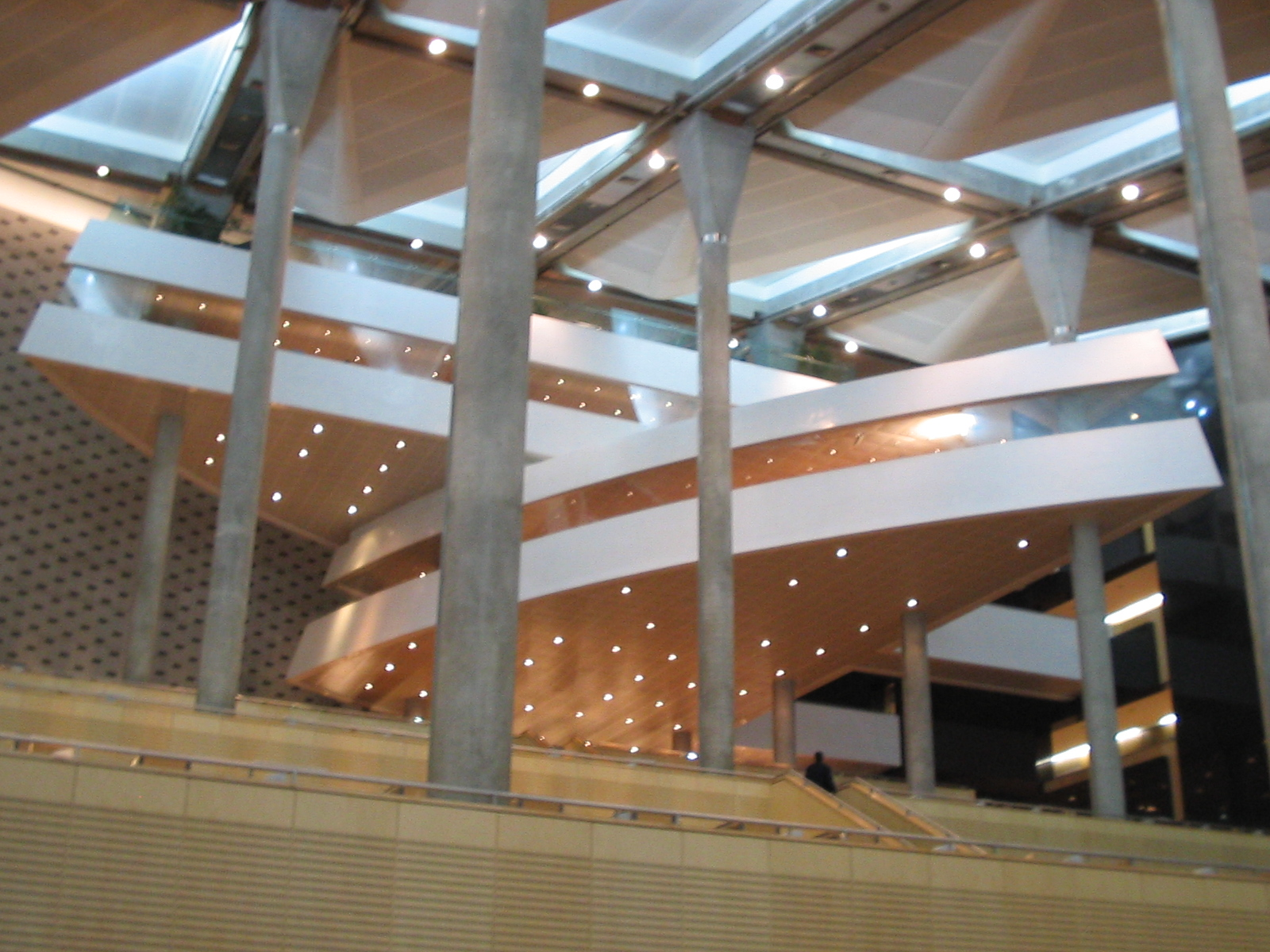
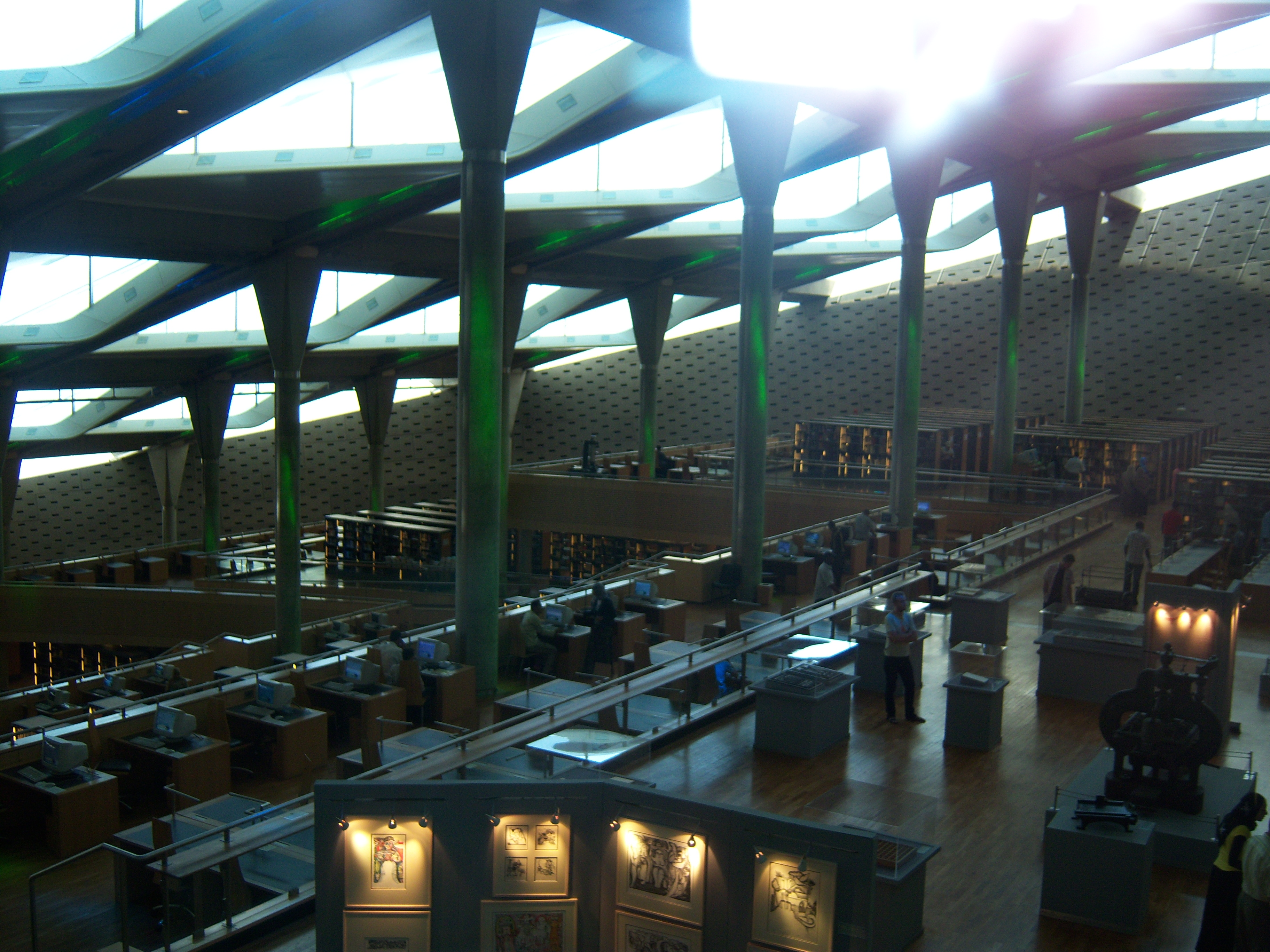
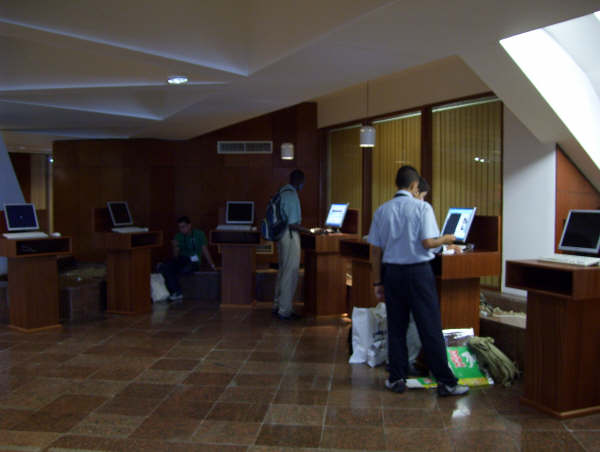
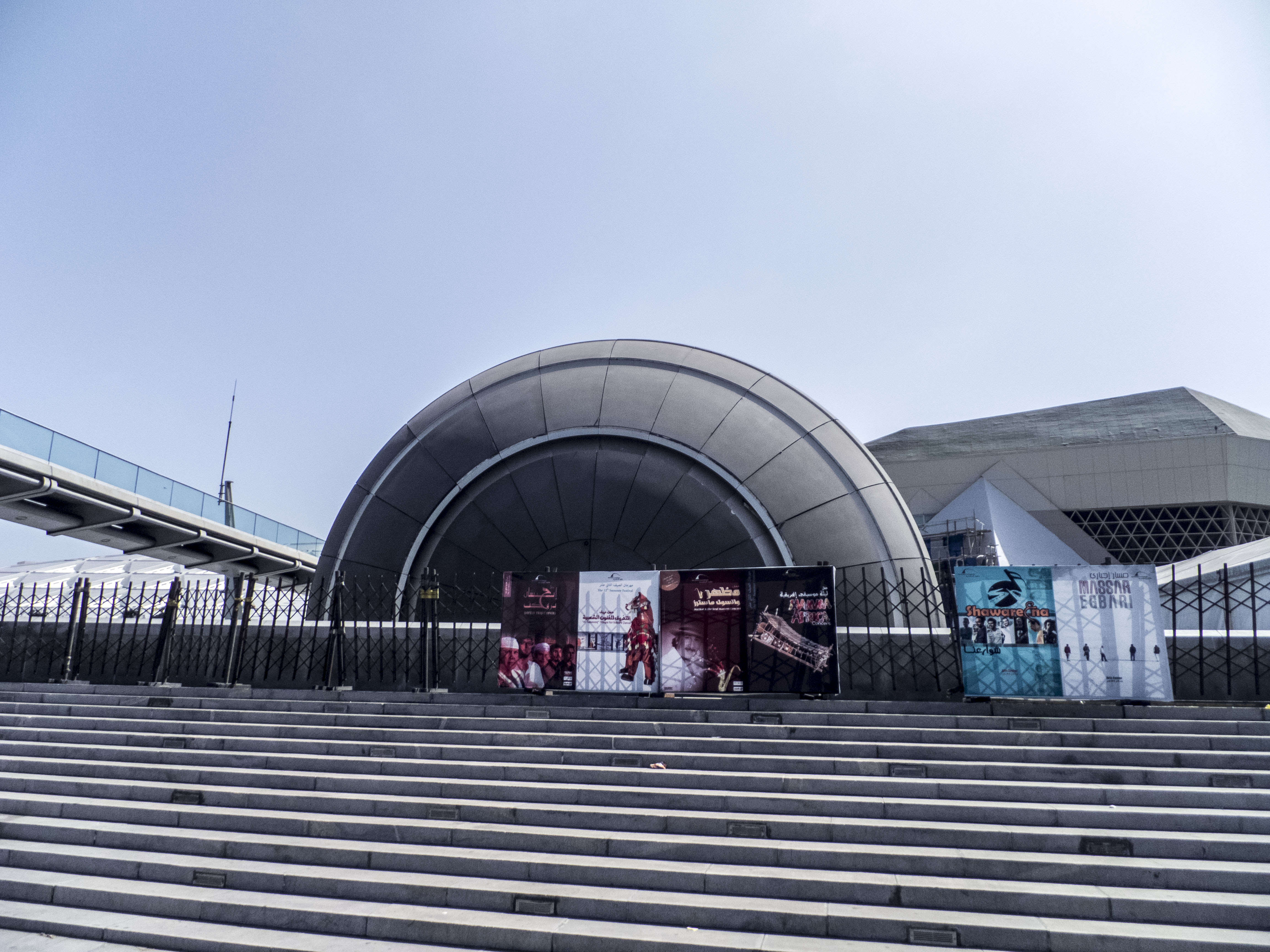
القبة السماوية وهي قاعة عرض مخصصة للعروض العلمية

## وصلات خارجية
- الموقع الرسمي